# Куп Мађарске у фудбалу 2018/19.
Куп Мађарске у фудбалу 2018/19. (мађ. 2018–2019-es magyar labdarúgókupa) је било 79. издање серије, на којој је екипа МОЛ Видиа тријумфовала по 2. пут. Такмичење је почело са регионалним квалификацијама које су већ почеле у лето 2018. године. Победници регионалних квалификација квалификовали су се на окружне, а победници у жупанијским квалификацијама на национални главни ниво. Већина тимова НБ II придружила се такмичењу у другом кругу, а већина водећих тимова се придружила у трећем кругу. Победник је екипа била екипа МОЛ Види, по други пут у својој историји.

## Четвртфинале[4]
| Тим #1                    | рез.              | Тим #2           | прва утакмица | друга утакмица |
| ------------------------- | ----------------- | ---------------- | ------------- | -------------- |
| 12. март и 2. април 2019. |                   |                  |               |                |
| ФК Дебрецин               | 3 : 1             | ФК Мезекевешд ШЕ | 1 : 0         | 2 : 1          |
| 13. март и 3. април 2019. |                   |                  |               |                |
| ФК Ференцварош            | 1 : 4             | МОЛ Види         | 1 : 2         | 0 : 2          |
| ФК Пушкаш aкадемија       | 2 : 2 (4:5, пен.) | ФК Шорокшар      | 1 : 1         | 1 : 1          |
| ФК Будаерш                | 3 : 6             | ФК Хонвед        | 1 : 2         | 2 : 4          |

## Полуфинале
| Тим #1                | рез.  | Тим #2      | прва утакмица | друга утакмица |
| --------------------- | ----- | ----------- | ------------- | -------------- |
| 16. и 23. април 2019. |       |             |               |                |
| МОЛ Види              | 4 : 0 | ФК Дебрецин | 1 : 0         | 3 : 0          |
| 17. и 24. април 2019. |       |             |               |                |
| ФК Хонвед             | 5 : 1 | ФК Шорокшар | 2 : 1         | 3 : 0          |

## Финале
Одиграна је само једна утакмица у финалу и ФК МОЛ Фехервар је освојио титулу шампиона.
| 25. мај 2019. |       |          |
| ФК Хонвед     | 1 : 2 | МОЛ Види |

| ФК Хонвед (НБ I)            | 1 : 2    | МОЛ Види (НБ I)                         |
| --------------------------- | -------- | --------------------------------------- |
| - Филип Холендер 14’ (пен.) | Извештај | - Марко Шћеповић 79’ - Анел Хаџић 90+1’ |